# Batang Quiapo
Batang Quiapo este un serial din anul 2023 produs de postul ABS-CBN din Filipine.

## Distribuție
- Coco Martin - Hesus Nazareno "Tanggol" A. Dimaguiba / Hesus Nazareno "Tanggol" A. Montenegro
- Lovi Poe - Monica "Mokang / Monique" Dimaculangan-Frias / Montenegro†
- Ivana Alawi - Kate Samly "Bubbles" Bersosa